# Förädling
Förädling eller förädla är bearbetning mot en antingen renare eller mer avancerad form. Kan sägas vara synonymt med vidarebearbetning. Exempelvis kan järnmalm förädlas till järn, vilket kan förädlas till stål. På motsvarande vis kan opiumvallmo förädlas till morfin, vilket i sin tur kan vidarebearbetas till heroin.[källa behövs] Inom livsmedelsbranschen betyder det att omvandla en råvara eller ett halvfabrikat till en färdig produkt.